# Румыния на «Евровидении-2014»
Румыния принимает участие в конкурсе песни «Евровидение 2014» в Копенгагене, Дания. Представитель был выбран путём национального отбора, состоящего из конкурса «Selecția Națională 2014», организованным румынским национальным вещателем «TVR».

## Национальный финал
Заявки на участие в конкурсе принимались с 15 января по 15 февраля 2014 года, из общего числа подавших заявку, жюри выбрало 12 участников и объявила их имена 20 февраля 2014 года. Финал национального отборочного тура «Евровидение 2014» состоялся 1 марта 2014 года и транслировался в прямом эфире румынским телевещателем «TVR». В конце срока подачи, «TVR» получил в общей сложности 150 заявок на участие.
Национальный финал состоялся 1 марта 2014 года в драматическом театре имени Сика Александреску в Брашове. Сочетание голосов от жюри и голосов от телезрителей определило победителя.
| Финал — 1 марта 2014 года | Финал — 1 марта 2014 года    | Финал — 1 марта 2014 года | Финал — 1 марта 2014 года                                                                        | Финал — 1 марта 2014 года | Финал — 1 марта 2014 года | Финал — 1 марта 2014 года | Финал — 1 марта 2014 года | Финал — 1 марта 2014 года | Финал — 1 марта 2014 года |
| №                         | Исполнитель                  | Песня                     | Музыка (м) / Текст (т)                                                                           | Жюри                      | Телеголосование           | Телеголосование           | Всего                     | Место                     |                           |
| ------------------------- | ---------------------------- | ------------------------- | ------------------------------------------------------------------------------------------------ | ------------------------- | ------------------------- | ------------------------- | ------------------------- | ------------------------- | ------------------------- |
| 1                         | Паула Селинг и Ови           | «Miracle»                 | Овидю Чернэуцяну (м/т), Филлип Халлун (м/т), Виктор Форберг Скогберг (м/т), Фрида Амундсен (м/т) | 12                        | 10                        | 2052                      | 22                        | 1                         |                           |
| 2                         | Bere Gratis                  | «Despre mine și ea»       | Мариус Боб (м/т), Михаил Джорджеску (м/т))                                                       | 8                         | 1                         | 277                       | 9                         | 7                         |                           |
| 3                         | The dAdA                     | «Unpredictable»           | Михай Унгуряну (м/т), Мариан Бобичаг (м/т), Септимью Урзикэ (м), Теодор Николае (м)              | 2                         | 3                         | 519                       | 5                         | 9                         |                           |
| 4                         | The Zuralia Orchestra        | «You Know»                | Аурел Миря (м/т)                                                                                 | 3                         | 0                         | 215                       | 3                         | 11                        |                           |
| 5                         | Визи Имре                    | «Kind of Girl»            | Визи Имре (м/т)                                                                                  | 10                        | 6                         | 976                       | 16                        | 3                         |                           |
| 6                         | Анка Флореску                | «Hearts Collide»          | Габриел Бэруца (м), Александра Иван (т)                                                          | 5                         | 8                         | 1404                      | 13                        | 4                         |                           |
| 7                         | Силвия Думитреску            | «Fiorul iubirii»          | Вирджил Попеску (м/т)                                                                            | 0                         | 0                         | 112                       | 0                         | 12                        |                           |
| 8                         | Рене Сантана & Mike Diamondz | «Letting Go»              | Михай Александру (м), Александра Никулае (т), Mike Diamondz (т)                                  | 6                         | 4                         | 711                       | 10                        | 6                         |                           |
| 9                         | Штефан Стан feat. Teddy K    | «Breathe»                 | Едуард Кыркотэ (м), Teddy K (т)                                                                  | 7                         | 5                         | 774                       | 12                        | 5                         |                           |
| 10                        | Наоми                        | «Dacă tu iubești»         | Джими Лако (м), Рареш Борча (т)                                                                  | 1                         | 2                         | 366                       | 3                         | 10                        |                           |
| 11                        | Вайда                        | «One More Time»           | Богдан Ташкэу (м/т), Кристиан Думитрашку (м/т), Алин Цигэнуш (м/т), Александра Иван (м/т)        | 4                         | 12                        | 7508                      | 16                        | 2                         |                           |
| 12                        | Шэл                          | «Hardjock»                | Марчел Крэчунеску (м/т)                                                                          | 0                         | 7                         | 1321                      | 7                         | 8                         |                           |

## На Евровидении
Представитель Румынии на конкурсе будет выступать во второй половине второго полуфинала, который пройдет 8 мая 2014 года в Копенгагене.